# سون سيرفيرا
بلدية سون سيرفيرا (بالإسبانية: Son Servera) هي بلدية تقع في منطقة جزر البليار شرق إسبانيا.

## الديموغرافيا
بلغ عدد سكان بلدية سون سيرفيرا 12.195 نسمة عام 2011 (وفقاً للمعهد الوطني للإحصاء الإسباني).
| 6.872 | 9.009 | 10.643 | 10.766 | 11.392 | 12.215 | 12.195 |

## أعلام
- أنطونيو لونا